# Psychologische Diagnostik
Psychologische Diagnostik (auch: Psychodiagnostik oder Assessment) ist ein Teilgebiet der Psychologie und zugleich ein wichtiger Teil der Berufstätigkeit von Psychologen. Nach Angaben der WHO ist sie der gemeinsame Nenner der meisten beruflichen psychologischen Tätigkeiten.
Psychologische Diagnostik macht in allen Gebieten des Bereiches der Angewandten Psychologie einen wichtigen Aspekt dieser „Anwendung“ aus. Psychologische Diagnostik ist immer dann gefragt, wenn rationale Entscheidungen zu finden oder zu fundieren sind. In diesem Sinne liefert sie dafür das methodische Fundament.

## Begriffsbestimmung
Die Wörter Diagnose und Diagnostik gehen zurück auf das griechische Verb „diagignoskein“, das unterschiedliche Aspekte eines kognitiven Vorgangs bezeichnet, vom Erkennen bis zum Beschließen. Das Verb bedeutet „gründlich kennenlernen“, „entscheiden“ und „beschließen“.
Bei psychologischer Diagnostik geht es um das „gründliche Kennenlernen“ der Merkmale einer Person, Gruppe oder Organisation mittels entsprechender Methoden und Verfahren zur Informationsgewinnung (z. B. mittels Befragungen, Beobachtungen oder psychologischer Tests). Sie setzt eine Frage- oder Problemstellung voraus, die mit psychologischer Hilfe beantwortet oder gelöst werden soll. Das aufgrund der Information gewonnene Abbild ist Grundlage für diagnostische Entscheidungen in den verschiedensten Bereichen psychologischer Tätigkeit wie z. B.:
- Bildungsweg- und Berufswahlentscheidungen im Rahmen der psychologischen Beratung
- Selektionsentscheidungen (Auswahl aus einem größeren Bewerberkreis), Platzierungsentscheidungen (Auswahl der optimalen Positionen für das vorhandene Personal) bzw. Einleitung von Förder- oder Weiterbildungsmaßnahmen im Rahmen der Personalentwicklung auf dem Gebiet der Wirtschafts-  und Personalpsychologie
- Identifikation psychischer Störungen und Analyse individueller Problembereiche und Ressourcen zur Auswahl einer Therapie

Die psychologische Diagnostik beschäftigt sich aber auch mit ganz grundlegenden, eher theoretischen Fragestellungen, wie z. B.:
- Soll die begrenzte Zahl von Studienplätzen in der Medizin aufgrund von Abiturnoten, Zufallsprinzip, Eignungstests oder Bewerbungsgesprächen vergeben werden?
- Welche Informationen gewährleisten eine rationale Entscheidung?
- Wie sind die Erfolgskriterien definiert, und was ergeben empirische Bewährungskontrollen (Evaluation)?
- Welcher Entscheidungsnutzen und welche Kosten sind festzustellen?

### Definition von Jäger und Petermann
Eine umfassende Definition geben Reinhold Jäger und Franz Petermann, welche die Orientierung an den diagnostischen Entscheidungen betont und die Komplexität psychologischer Diagnostik berücksichtigt:
- Psychodiagnostik ist das systematische Sammeln und Aufbereiten von Informationen mit dem Ziel, Entscheidungen und daraus resultierende Handlungen zu begründen, zu kontrollieren und zu optimieren.
  - D. h., die Anwendung von Tests gehört zur Psychologischen Diagnostik, letztere ist aber nicht darauf reduzierbar. Es geht auch um das Treffen diagnostischer Entscheidungen auf der Basis dieser Informationen (z. B. über Studienzulassung, die Eignung für einen Beruf, die Fahrtauglichkeit, Bewerberselektion bei der Bewerbung um eine Stelle, Feststellung einer Erkrankung und richtige Therapieempfehlung). Neben Tests sind auch andere Informationen (Exploration, Verhaltensbeobachtung) zu berücksichtigen.
- Solche Entscheidungen und Handlungen basieren auf einem komplexen Informationsverarbeitungsprozess. In diesem Prozess wird auf Regeln, Anleitungen, Algorithmen usw. zurückgegriffen. Man gewinnt damit psychologisch relevante Charakteristika von Merkmalsträgern und integriert gegebene Daten zu einem Urteil (Diagnose, Prognose).
  - D. h., die Informationen müssen verdichtet, gewertet und gewichtet werden, bis eine Diagnose zuverlässig gestellt und eine Entscheidung fundiert getroffen werden kann. Die Kenntnis dieser Regeln, Anleitungen und Prozeduren ist nicht durch die Anwendung eines Tests allein gegeben, sondern erfordert weiteres Fachwissen. Dieses Wissen gehört normativ zur Ausbildung aller Personen, die psychodiagnostisch tätig werden.
- Als Merkmalsträger gelten Einzelpersonen, Personengruppen, Institutionen, Situationen, Gegenstände etc.
  - D. h., es geht nicht nur um einzelne Personen. Der Ablauf „erkennen – richtig entscheiden – verändern“ findet sich auch in einer allgemeinen diagnostischen Methodik wieder.

## Psychologische Diagnostik als eigenständige Disziplin
Die Zuordnung innerhalb der Teilgebiete der Psychologie ist nicht einheitlich: Psychologische Diagnostik wird verschiedentlich den Grundlagenfächern, Methodenfächern oder den Anwendungsfächern zugerechnet. Die Eigenständigkeit als Disziplin ist ebenfalls umstritten, sie wird mit Differentieller Psychologie oder Persönlichkeitspsychologie gern kombiniert. Auch eine Verbindung mit Methoden der Intervention („Diagnostik und Intervention“) ist häufig anzutreffen. Daher wird psychologische Diagnostik manchmal auch als „Integrationsfach“ bezeichnet. Anders ausgedrückt, sie ist „Brücke“ zwischen Grundlagentheorien sowie auch insbesondere umfangreichen, fundierten methodischen Wissens inklusive der entsprechenden erworbenen Methodenerfahrungen und den anwendungsorientierten Inhalten (theoretischen wie v. a. auch wieder methodischen).
Psychologische Diagnostik in der Klinischen Psychologie bezieht sich nicht nur auf das Erkennen von psychischen Erkrankungen oder Störungen, sondern bezieht die daraus abzuleitenden Entscheidungen (z. B. Therapienotwendigkeit und -motivation, Wahl der richtigen Therapieform etc.) mit ein. Deshalb wird häufig auch von „Indikationsdiagnostik“ gesprochen.

### Beziehungen mit anderen Fachdisziplinen
Die psychologische Diagnostik ist eng mit den anderen psychologischen Disziplinen verzahnt, sodass Fachwissen u. a. aus folgenden Bereichen notwendig ist:
- Kenntnisse in allen Grundlagenfächern, insbesondere biopsychologische Grundlagen, Wahrnehmung und Wahrnehmungsverzerrungen, Täuschungen, kognitive- und Gedächtnisirrtümer, Denken, Entscheidungspsychologie, Motivation, Emotion, Sozialpsychologie, Entwicklungspsychologie usw.
- Methodik und Statistik (wissenschaftliches Denken und Handeln, Funktionsweise der Tests und der Informationsverarbeitung vom Merkmal über die Diagnose bis zur Entscheidungsfindung, intime Kenntnisse im Umgang mit bedingten Wahrscheinlichkeiten)
- Anwendungsfächer wie Klinische Psychologie, Entwicklungspsychologie, Pädagogische Psychologie, Wirtschaftspsychologie u. a. (Wissen für die Entscheidungsfindung, z. B. Definition von Störungen in der Klinischen Psychologie, schulische Anforderungen für die Schulfähigkeitsdiagnostik oder Erfolgskriterien für eine bestimmte Tätigkeit in der Wirtschaftspsychologie).
- Persönlichkeits- und Differentielle Psychologie: Hier sind vor allem die Theorien und Systematiken der Merkmale notwendig, die zur Informationsgewinnung und Entscheidungsfundierung verwendet werden können – also die Frage, worin sich Menschen unterscheiden und wie man das feststellen kann. So wurden in der Differenziellen Psychologie schon seit William Stern und Raymond B. Cattell zahlreiche typische Diagnostikstrategien entwickelt, um die inter- und intraindividuelle Variabilität des Verhaltens unter den Perspektiven von Personen, Situationen, Variablen, Wiederholungen und Wechselwirkungen (siehe Persönlichkeitseigenschaft) zu untersuchen. Carver und Scheier (1988) haben in diesem Sinne ihr Lehrbuch der Persönlichkeitspsychologie Perspectives on personality so angelegt, dass die enge theoretische und methodische Beziehung zwischen Persönlichkeitstheorie und spezieller psychologischer Diagnostikmethoden deutlich wird, z. B.:
  - Henry A. Murray und der Thematische Auffassungstest
  - George A. Kelly und der  Rollen-Konstrukt-Repertoire-Test
  - Hans J. Eysenck und Persönlichkeitsfragebogen

## Ausbildung im Psychologiestudium
Die Ausbildung innerhalb des Psychologiestudiums findet zumeist in zwei Teilen statt: im Grundstudium wird das allgemeine methodische Vorgehen gelehrt, in den Anwendungsfächern werden die Herangehensweisen für spezielle Fragestellungen vermittelt.
Da es sich um einen methodisch komplexen, fachspezifischen Entscheidungsprozess im Sinne eines wissenschaftlichen Vorgehens handelt, setzt Psychologische Diagnostik nicht nur anwendungsorientiertes Wissen und anwendungsbezogene (praktische) Methodik voraus, sondern bedarf v. a. zuallererst einer grundständigen, intensiven wissenschaftlichen Ausbildung. Auf europäischer Ebene ist dazu ein mindestens fünfjähriges wissenschaftliches Universitätsstudium der Psychologie sowie ein nachfolgendes mindestens einjähriges, von einem Psychologen supervidiertes und positiv evaluiertes Praxisjahr notwendig. Den Hintergrund dafür bildet der Standard: „A high and comprehensive level of education and training in scientific psychology creates the required knowledge basis for professional competence in psychological assessment, intervention and communication.“ In den USA ist hierfür in der Regel sogar ein Doktorat (Ph. D.) in wissenschaftlicher Psychologie erforderlich.

## Alternative Benennungen und Abgrenzungen

### BegriffPsychodiagnostik
Ursprünglich wurde der Begriff Psychodiagnostik 1921 von Hermann Rorschach durch sein Buch „Psychodiagnostik“ geprägt, welches den Rorschach-Test in seiner Anwendung darstellte. Die Bedeutung war lange vor allem auf diese Art der Rorschach-Diagnostik bezogen. Der Begriff Psychodiagnostik hat einen Bedeutungswandel erfahren, indem er heute alle Methoden und Vorgehensweisen auf diesem Gebiet umfasst. Zunehmend und vor allem auf offizieller Ebene wird dafür heute der Begriff Psychologische Diagnostik verwendet. Dennoch erfolgt die synonyme und parallele Verwendung des Begriffes Psychodiagnostik auch heute noch.
- Die Fachgruppe der Deutschen Gesellschaft für Psychologie nennt sich Differentielle Psychologie, Persönlichkeitspsychologie und Psychologische Diagnostik
- Die Mehrzahl der entsprechenden Lehrstühle und Fachbereiche an Universitäten führen Psychologische Diagnostik im Namen.
- Die entsprechenden Standard-Lehrbücher (Jäger, Fisseni, Amelang, Kubinger) führen im Titel Psychologische Diagnostik, ebenso wie das Handbuch der Psychologischen Diagnostik von 2006

Hinter dieser Begriffsveränderung steht allerdings auch ein fachpolitisches Ziel: Durch die längere Benennung wird die Beziehung zum Fach Psychologie und ihren Qualitätsmaßstäben für Psychodiagnostik deutlicher ausgedrückt, die Vorsilbe „Psycho-“ weist diesen Fachbezug weniger aus (siehe dazu die Bezeichnung Psychomarkt).

### BegriffAssessment
Im angloamerikanischen Raum entspricht die psychologische Diagnostik dem Begriff des Assessments (psychological assessment), welcher insbesondere in Buchtiteln und Zeitschriften der Psychologie weitaus geläufiger ist als Diagnosis. Maßgeblich war lange Zeit das Lehrbuch Personality and prediction. Principles of personality assessment von Jerry S. Wiggins (1973).
In der Personalpsychologie wird Assessment auch im deutschen Sprachraum verwendet, insbesondere um Assoziationen zu einer medizinischen Diagnosestellung zu vermeiden. Inhaltlich und theoretisch gibt es zwischen psychologischer Diagnostik und Assessment jedoch keine Unterschiede.
Die Bezeichnung Assessment-Center wird z. B. in der Personalpsychologie verwendet und das ambulante Assessment als psychologisch bzw. psychophysiologisch orientierte Untersuchung im alltäglichen Leben knüpft an die Tradition des in den 1970er Jahren eingeführten Behavioral Assessment (Erfassung des Verhaltens im weitesten Sinn) an.

### Abgrenzung zur Diagnostik in der Medizin
Diagnose heißt in der Medizin Erkennen und Benennen der Krankheit aufgrund von Symptomen und Befunden; durch die Differentialdiagnose wird die Unterscheidung ähnlicher Krankheitsbilder vorgenommen. Das diagnostische Vorgehen strebt immer eine positive Diagnose an, denn das Erkennen der zugrundeliegenden Krankheit erschließt dann systematisch das vorhandene Wissen über Krankheitsursachen, typischen Verlauf und wirksamste Therapie. Demgegenüber hat psychologische Diagnostik eine weitaus breitere Bedeutung, da die Fragestellungen beispielsweise den Schulkontext, die Personalauswahl, Arbeitswelt, Weiterbildung, Beratung und Begutachtung betreffen.

### Weitere Abgrenzungen oder Spezifizierungen
Andere Verwendungen des Begriffes betreffen Abgrenzungen bzw. Teilaspekte
- Reduktion auf Testpsychologie – als die Anwendung psychologischer Tests
- Gleichsetzung  mit bzw. Reduktion auf Psychometrie bzw. allgemein Theorien und Methoden des psychologischen Messens (die Grundlage der psychologischen Diagnostik sind, aber nicht alle Aspekte umfassen)
- Gleichsetzung mit Persönlichkeitsbeurteilung mit dem Ziel, eine Persönlichkeit richtig zu beurteilen: (Die Beurteilung „an sich“ ist heute bedeutungsloser geworden – auch aus ethischen Gründen erfordert jede Untersuchung einen Anlass und damit ein Entscheidungsziel);
- Gleichsetzung mit Differentieller Psychologie, der Suche nach Unterschieden zwischen Menschen allgemein: (Die Auffindung und Erklärung individueller Unterschiede – ohne einen Entscheidungsbezug – ist weiterhin ein wichtiger Forschungsgegenstand der Psychologie, wird aber heute Differentielle Psychologie genannt. Man beachte, dass die Differentielle Psychologie aber eine wichtige Voraussetzung der Psychologischen Diagnostik ist. Die Begriffe werden heute klarer abgegrenzt).

## Diagnostischer Prozess
Im weiteren Sinn ist psychologische Diagnostik eingebettet in einem Untersuchungskontext, bei dem das Ziel, die Methoden (wie Interview, Tests, Verhaltensbeobachtungen) und die statistische Auswertung der Datenerfassung zu berücksichtigen sind. Im engeren Sinne kann der eigentliche Prozess der psychologischen Diagnostik mit folgenden Modell beschrieben werden.

### Prozessmodell nach Jäger
Weil Diagnostik als Tätigkeit aufgefasst wird, legte Jäger bereits 1986 ein Prozessmodell mit mehreren unterscheidbaren Komponenten vor. Dies wurde weiter präzisiert und heute herrscht Konsens, dass die folgenden Schritte notwendig sind:
- Problemanalyse: (Analyse der Fragestellung und Formulierung des Auftrages, Bestimmung des „Problemtyps“ und Analyse des vorhandenen Wissens für die Entscheidungsfindung, Beteiligte und Motivlage, ethische und rechtliche Strukturen);
- Investigative Entscheidung: (Hypothesengeleitete Gewinnung von Informationen durch Anwendung von Tests und anderen Methoden und die regelgestützte Verarbeitung der Informationen, Prozessschritt wird ggf. wiederholt, bis alle Hypothesen abgeklärt sind);
- Terminale Entscheidung/Indikation: (Treffen der Entscheidung bzw. Abwägung zwischen Entscheidungen, Kommunikation mit den Diagnostizierten und unter Beachtung des Datenschutzes mit den Auftraggebern, wenn dies nicht der Diagnostizierte selbst ist);
- Evaluation: (Bewährung der Entscheidung und ggf. Entscheidungsoptimierung. Erfahrungsbildung für die Diagnostiker).

### Beteiligte am diagnostischen Prozess
- Auftraggeber: Person, Behörde oder Organisation, welche die Fragestellung mittels psychodiagnostischer Hilfe beantwortet haben möchte. Dies kann die diagnostizierte Person selbst sein (Beratungswunsch, Therapieersuchen), aber auch ein Unternehmen (Stellenbesetzung mit den geeignetsten Kandidaten), eine Behörde (Fahrtauglichkeit prüfen) o. Ä.
- Psychodiagnostiker (Fachperson): trägt die Verantwortung für die Einhaltung aller Qualitätsrichtlinien während des gesamten diagnostischen Prozesses einschließlich der wissenschaftlichen Fundierung und ethischer Richtlinien.
- Diagnostizierte (auch Diagnostikanden oder Diagnostikanten üblich): Betroffene der Entscheidung. Von ihnen wird in der Regel die meiste Information erlangt, auch solche, die der Vertraulichkeit bzw. des Datenschutzes unterliegen. Hier gilt die Grundregel, dass eine Weitergabe der detaillierten Informationen an Dritte (auch ggf. die Auftraggeber) der Zustimmung der Diagnostizierten bedarf. Wurde die Diagnostik durch Dritte beauftragt und stimmt der Diagnostizierte einer Untersuchung zu, gilt dies zumindest für die Entscheidung und ihre Begründung nur bedingt. Hier sollten Psychodiagnostiker und Diagnostizierte dennoch vorab klären, wie mit Informationen umzugehen ist.
  - Die Bezeichnung Proband ist für Diagnostizierte auch üblich, wird aber allgemeiner für alle untersuchten Personen in Tests, Prüfungen oder Experimenten benutzt, ist mehr mit dem Forschungsaspekt verknüpft und weniger mit einer Fragestellung.
- Dritte aus dem sozialen Umfeld der Diagnostizierten (z. B. Ehepartner, Familienangehörige, Freunde, Kollegen, Vorgesetzte oder Untergebene), die als Informationsquellen (im Einverständnis mit den Diagnostizierten) herangezogen werden können und/oder selber den Diagnoseprozess beeinflussen (zum Aufsuchen professioneller Hilfe geraten haben oder selber Mitursache von Problemen sind).

## Methoden

### Einteilung nach der Art der Datengewinnung
- Urteilsmethoden
- Leistungmethoden
- Deutungsmethoden

Die Erfassung und Gewinnung von Charakteristika erfolgt mit wissenschaftlich fundierten Methoden, zielgerichtet, systematisch und orientiert an vorgegebenen Hypothesen. Mit ihr wird das Ziel verfolgt, Erkenntnisse über die Merkmalsträger zu gewinnen und für eine Entscheidung über eine nachfolgende Maßnahme, wie Beratung, Therapie, Training etc., zu nutzen. Sofern Maßnahmen durchgeführt werden, kann Diagnostik wiederum eingesetzt werden, um den Erfolg ebendieser Maßnahmen zu kontrollieren und zu evaluieren.
Die genannten Entscheidungen basieren auf einem komplexen Informationsverarbeitungsprozess. In diesem Prozess wird auf Regeln, Anleitungen, Algorithmen usw. zurückgegriffen. Man gewinnt damit relevante Charakteristika von Merkmalsträgern und integriert gegebene Daten zu einem Urteil (Diagnose, Prognose). Die Integration wird als diagnostische Urteilsbildung bezeichnet.
Psychologische Diagnostik dient der Untersuchung psychischer Merkmale. Darunter zählen Leistungs- und Fähigkeitsmerkmale, z. B. Wahrnehmung, Konzentration, Merkfähigkeit, Intelligenz und auch Persönlichkeitsmerkmale. z. B. Angst, oder Extraversion.
Dies geschieht in der Regel durch Psychologen mit Hilfe wissenschaftlich anerkannter Methoden und Testverfahren. Neben den vielfältigen standardisierten Verfahren, die durch möglichst für alle Probanden gleichartig strukturierte und durchgeführte Methodik zu möglichst objektiven Vergleichsaussagen führen sollen, gibt es die sogenannten qualitativen Verfahren, die über einzelne Individuen möglichst umfangreiche, aussagekräftige Informationen zutage fördern sollen. In qualitativen Interviews soll durch gezieltes Hinterfragen von Antworten und durch freies Erzählen und themenzentrierte Ausführungen der Probanden ein möglichst vorurteilsfreies und nicht von normengestützten Vergleichsinteressen geleitetes Bild der Persönlichkeit oder der individuellen Denkleistungen erzeugt werden. Siehe auch: Interview
Auch die Verhaltensbeobachtung zählt zu den Methoden der psychologischen Diagnostik.

### Leitziele der Methodenentwicklung
Ein zentrales Aufgabenfeld der psychologischen Diagnostik ist die Entwicklung standardisierter Verfahren (etwa Tests, Fragebögen usw.) für das diagnostische Arbeiten. Dabei verfolgt sie den Anspruch, systematische Unterschiede zwischen Personen immer genauer metrisch (quantitativ) beschreiben zu können.
Die Leitziele der diagnostischen Methodenentwicklung beschreiben die theoretischen Grundvorstellungen bei der Konstruktion von Verfahren für die psychologische Diagnostik. Diese Grundvorstellungen beziehen sich konkret auf die Zielsetzung (was wird gemessen?), die Gütekriterien psychodiagnostischer Verfahren (wie erkenne ich „gute“ Verfahren?) und das Vorgehen bei der Konstruktion einer neuen Methode. Pawlik (1988) stellt dabei den drei traditionellen Leitzielen der „Statusdiagnostik“ drei alternative Leitziele der „Prozessdiagnostik“ gegenüber:
| Traditionelle Leitziele „Statusdiagnostik“ |               | Alternative Leitziele „Prozessdiagnostik“ |
| --- | ------------- | --- |
| Messung systematischer Unterschiede zwischen Personen, diese Unterschiede werden als zeit- und situationsstabil betrachtet (=Eigenschaftsmodell). z. B.: Erfassung von Persönlichkeitsdimensionen oder Intelligenzfaktoren                                      | Zielsetzung   | Abschätzung der Angemessenheit (Indikation) und/oder des Erfolgs (Evaluation) von psychologischen Veränderungsbemühungen im Einzelfall (=Modifikationsmodell) z. B.: Erfassung von sozialen Kompetenzen oder Coping Strategien |
| Vollständige Abdeckung der interindividuellen Varianz durch die mit dem Verfahren erhobenen Sachverhalte und enger Zusammenhang (Kovarianz (Stochastik)) dieser Werte mit einem Kriterium (=Varianzausschöpfung) z. B.: Konzepte von Reliabilität und Validität | Gütekriterien | Hohe Nützlichkeit des Verfahrens für Entscheidungen im Rahmen psychologischer Intervention (=Entscheidungsrelevanz) z. B.: Nettonutzen (durch den Einsatz eines Verfahrens erzielter Zuwachs für die Qualität einer Entscheidungen gegenüber Entscheidungen nach dem Zufallsprinzip) |
| Auswahl von repräsentativen Verhaltenselementen zur Erfassung von Strukturen (=Stichprobenmodell) z. B.: HAWIE | Konstruktion  | Ziel ist die Erfassung von Prozesskomponenten, dazu notwendig ist das Erstellen eines Inventars aller möglichen Verhaltenselemente, in denen sich der Interventionsbedarf und das Interventionsziel abbilden (=Ausschöpfungsmodell) z. B.: Inventar aller Situationen, die bei einem sozial-ängstlichen Menschen Ängste auslösen können; Beck-Depressions-Inventar (depressive Gedanken und Vorstellungen) |

Nach Pawlik entspricht die Statusdiagnostik den klassischen Vorstellungen der psychologischen Diagnostik, wie sie sich etwa in der Allgemeinen oder Differentiellen Psychologie finden. Sie geht vom Eigenschaftsmodell aus, interessiert sich also für vorrangig unveränderliche Merkmale und soll einen aktuellen oder zukünftigen Zustand erfassen. Entsprechend reicht bei der Statusdiagnostik durchaus eine einzige Messung zur Erfassung eines interessierenden Merkmals. Typische statusdiagnostische Anwendungen sind zum Beispiel Fähigkeits- oder Eignungstests.
Die Prozessdiagnostik ist eher im Bereich der klinischen Psychologie oder der Organisationspsychologie angesiedelt, im Zentrum ihres Interesses steht die Veränderung von Merkmalen (Modifikationsmodell). Als typische Anwendungsfelder wären die Psychotherapie oder die Personalentwicklung zu nennen. Um Veränderungen zu erfassen, sind natürlich im Gegensatz zur Statusdiagnostik immer mindestens zwei (vorher/nachher) Messungen des interessierenden Sachverhalts notwendig.
Obwohl diese Leitziele sehr theoretisierend anmuten, fassen sie doch die Spannweite der modernen psychologischen Diagnostik in prägnanter Weise zusammen.

## Arten von Diagnosen und diagnostischen Entscheidungen
Jäger und Petermann unterscheiden:
- Selektionsentscheidungen (z. B. Auswahlentscheidungen als Zuweisung der optimalen Therapie für eine Person oder Auswahl der geeignetsten Person für eine Stelle)
- Modifikationsentscheidungen (z. B. als Veränderung/Anpassung einer bestimmten Therapie an eine Person)
- Mischstrategien (sowohl Auswahl als auch Anpassung, etwa Zuweisung einer Therapie und gleichzeitig ihre Anpassung an die Behandlung der jeweiligen Störung)

## Nutzenabwägungen bei der Psychologischen Diagnostik
Die psychologische Diagnostik soll eine rationale, empirisch begründete Entscheidung ermöglichen. Dabei ist auch der relative Nutzen der Diagnostikmethode zu berücksichtigen. Also beispielsweise: Wie viel besser ist diese Entscheidung im Vergleich zu einem anderen Verfahren (z. B. nach Zufallsprinzip oder Intuition)? Lohnen sich die Kosten im Vergleich mit anderen Methoden? Für welche Entscheidung nutzt z. B. die Untersuchung des Intelligenzquotienten im Vergleich zu den Schulzeugnissen? Was nutzt ein Persönlichkeitsgutachten für die Personalauswahl oder für die Auswahl einer Psychotherapie? Diesen kritischen Fragen kann nur durch empirische Nachweise aufgrund von Evaluationen (Bewährungskontrollen) begegnet werden.
Das Konzept des Entscheidungsnutzens ist in der Psychologie vor allem von Cronbach und Gleser (1965) im Rahmen der Zuordnungs- und Klassifikationsstrategien entwickelt worden. Der Gesamtnutzen ist nicht ausschließlich materiell gemeint, sondern sollte sich auf umfassende Nutzenschätzungen durch Experten und Betroffene stützen. Solche Abwägungen bleiben jedoch immer fragwürdig, denn sie enthalten Verallgemeinerungen, die nicht allen Einzelpersonen gerecht werden, und der grundsätzlich mögliche Schaden einer Entscheidung ist noch schwieriger zu erfassen als der Nutzen. Eine faire Bewertung würde hier einen Prozess sozialer Urteilsbildung aller Beteiligten erfordern.

## Qualitätssicherung in der Psychologischen Diagnostik
In den letzten Jahren hat es eine Reihe von Anstrengungen gegeben, um die Qualität der Psychologischen Diagnostik zu verbessern. Die Kenntnis dieser Initiativen ist für die Auftraggeber, die Diagnostizierten und die Psychodiagnostiker von Bedeutung und kann auch benutzt werden, um sich auf dem recht großen „Psychomarkt“ zu orientieren und Qualität von Scharlatanerie zu unterscheiden. 

### Normen, Aus-/Weiterbildung und Zertifizierung in der Eignungsdiagnostik
Mit der DIN 33430 sind erstmals normative Vorgaben für einen Bereich der Eignungsdiagnostik in umfassender Form vorhanden, die analog auch für andere Gebiete angewendet werden können. Es existieren eine österreichische Fassung (ÖNORM D 4000) und seit Ende 2024 eine Schweizer Fassung (SN 33430), die mit einem System der Aus- und Weiterbildung sowie Zertifizierung (bzw. Lizenzierung in Deutschland) verbunden sind bzw. in der Schweiz verbunden werden sollen. Mit der ISO-Norm 10667 gibt es auch einen entsprechendem internationalen Standard, der auf der DIN 33430 aufbaut.

### Lehrbücher
- Hermann-Josef Fisseni: Lehrbuch der psychologischen Diagnostik. Mit Hinweisen zur Intervention. 3. Auflage. Hogrefe, Göttingen 2004, ISBN 3-8017-1756-9.
- R. S. Jäger, F. Petermann (Hrsg.): Psychologische Diagnostik – ein Lehrbuch. 4. Auflage. Beltz PVU, Weinheim 1999, ISBN 3-621-27273-9.
- Klaus D. Kubinger: Psychologische Diagnostik – Theorie und Praxis psychologischen Diagnostizierens (3., völlig überarbeitete und aktualisierte Aufl.). Hogrefe, Göttingen 2019, ISBN 978-3-8017-2779-6.
- Sumaya Laher (Hrsg.): International Histories of Psychological Assessment. Cambridge University Press, Cambridge 2022, ISBN 978-1-108-48500-5, doi:10.1017/9781108755078.
- F. Petermann, M. Eid (Hrsg.): Handbuch der psychologischen Diagnostik. Hogrefe, Göttingen 2006, ISBN 3-8017-1911-1.
- L. Schmidt-Atzert, M. Amelang: Psychologische Diagnostik. 5., vollständig überarbeitete und erweiterte Auflage. Springer-Verlag, Heidelberg 2012, ISBN 978-3-642-17000-3.
- G. Stemmler, J. Margraf-Stiksrud (Hrsg.): Lehrbuch Psychologische Diagnostik. Verlag Hans Huber, Bern 2015, ISBN 978-3-456-85518-9.
- M. Ziegler, M. Bühner: Grundlagen der psychologischen Diagnostik. VS Verlag für Sozialwissenschaften, Wiesbaden 2012, ISBN 978-3-531-16710-7.

### Zeitschriften
Folgende Zeitschriften widmen sich spezifisch dem Thema, Beiträge finden sich aber auch in zahlreichen anderen Zeitschriften:
- Diagnostica
- European Journal of Psychological Assessment (EJPA)[8]
- International Journal of Testing (IJT)
- Journal of Individual Differences (JID)
- Psychological Test and Assessment Modeling (PTAM)[9]